# Neoachryson
Neoachryson is een kevergeslacht uit de familie van de boktorren (Cerambycidae). De wetenschappelijke naam van het geslacht werd voor het eerst geldig gepubliceerd in 2004 door Monné M. L. & Monné M. A..

## Soorten
Neoachryson is monotypisch en omvat slechts de volgende soort:
- Neoachryson castaneum Monné M. L. & Monné M. A., 2004